# Plagiolepis decora
Plagiolepis decora är en myrart som beskrevs av Santschi 1914. Plagiolepis decora ingår i släktet Plagiolepis och familjen myror. Inga underarter finns listade i Catalogue of Life.